# Iganga
Iganga è un centro abitato dell'Uganda, situato nella Regione orientale.